# Liêu Xá
Liêu Xá là một xã thuộc huyện Yên Mỹ, tỉnh Hưng Yên, Việt Nam.

## Địa lý
Xã Liêu Xá có vị trí địa lý:
- Phía đông giáp xã Tân Lập
- Phía tây giáp xã Nghĩa Hiệp
- Phía nam giáp xã Ngọc Long
- Phía bắc giáp thị xã Mỹ Hào.

Xã Liêu Xá có diện tích 6,56 km², dân số năm 2019 là 16.275 người, mật độ dân số đạt 2.482 người/km².

## Lịch sử
Trước đây, xã Liêu Xá thuộc huyện Mỹ Văn cũ.
Ngày 24 tháng 7 năm 1999, Chính phủ ban hành Nghị định 60/1999/NĐ-CP về việc chuyển xã Liêu Xá thuộc huyện Mỹ Văn cũ về huyện Yên Mỹ mới tái lập quản lý.
Ngày 1 tháng 7 năm 2025 xác nhập với xã Nguyễn Văn Linh. 